# Koty (rejon diemidowski)
Koty (ros. Коты) – wieś (ros. деревня, trb. dieriewnia) w zachodniej Rosji, w osiedlu wiejskim Zaborjewskoje rejonu diemidowskiego w obwodzie smoleńskim.

## Geografia
Miejscowość położona jest 2,5 km od drogi regionalnej 66N-0504 (Prżewalskoje – Chołm – 66K-11), 7,5 km od centrum administracyjnego osiedla wiejskiego (Zaborje), 21 km od centrum administracyjnego rejonu (Diemidow), 75 km od stolicy obwodu (Smoleńsk), 47 km od granicy z Białorusią.
W granicach miejscowości znajduje się ulica Owrażnaja (4 posesje).

## Demografia
W 2010 r. miejscowość zamieszkiwały 4 osoby.

## Historia
W czasie II wojny światowej od lipca 1941 roku wieś była okupowana przez hitlerowców. Wyzwolenie nastąpiło we wrześniu 1943 roku.
Na mocy uchwały z dnia 28 maja 2015 roku wszystkie miejscowości (w tym Koty) zlikwidowanej jednostki administracyjnej Zakustiszczenskoje weszły w skład osiedla wiejskiego Zaborjewskoje.